# 李洋 (滑雪運動員)
李洋（1980年3月31日—），李洋是中國中最早一批的跳台滑雪運動員，中國跳台滑雪男子運動員，籍貫吉林通化。

## 生平
他於1996年開始學習該項運動，於2003年入選國家隊。2004年，李洋在瑞士的洲際杯跳台滑雪賽排名第26。隔年，在世界大學生冬季運動會的決賽最終排名第28位。
2006都靈冬季奧運中，李洋首次以參與奧運的身份參加了90米、120米以及團體賽三個小項。在男子個人120米的小項中，李洋最終得分64.8，未能更晉一級；而在90米的小項中，李洋在預賽得109分出線，但最後未能出線進入決賽。而在2月20日進行的團體賽中，李洋與隊友楊光、田佔東、王建勛以206.4分完成賽事，在16隊中排名最後。